# Isoniazida/piridoxina/sulfametoxazol/trimetoprim
Isoniazida/piridoxina/sulfametoxazol/trimetoprim (INH/B6/CTX) es un medicamento de combinación en dosis fija para la prevención de infecciones oportunistas en el VIH/SIDA.  Combina isoniazida, piridoxina, sulfametoxazol y trimetoprim.  Específicamente se utiliza para prevenir la tuberculosis, toxoplasmosis, neumonía, malaria e isosporiasis.  Se administra por vía oral. 
Los efectos secundarios pueden incluir problemas para concentrarse, entumecimiento, vómitos y erupción cutánea.  Los efectos secundarios graves pueden incluir problemas hepáticos.  Se puede requerir precaución en personas con deficiencia de G6PD.  Si bien no se ha estudiado bien, el uso en el embarazo parece no generar problemas.
Está en la Lista de medicamentos esenciales de la Organización Mundial de la Salud, los medicamentos más efectivos y seguros que se necesitan en un sistema de salud.  Se estima que un año de medicamentos cuesta alrededor de US$15 en el mundo en desarrollo para el año 2016.  Si bien los beneficios incluyen tomar menos píldoras, no está claro si esta versión cambia la adherencia de las personas al tratamiento.  Sin embargo, otros estudios han encontrado que las combinaciones de dosis fijas son útiles para este propósito.